# Béla Kéler
Béla Kéler, anche noto come Adalbert Paul von Kéler (Bártfa, 13 febbraio 1820 – Wiesbaden, 20 novembre 1882), è stato un compositore e direttore d'orchestra ungherese.

## Biografia
Dopo aver abbandonato gli studi musicali, andò a lavorare in una fattoria dove ebbe modo di leggere un libro di Johann Georg Albrechtsberger e cominciò a suonare il violino. Dopo un po' si spostò a Vienna, e fu capace di suonare in un'orchestra di un teatro. Studiò poi con Simon Sechter e diresse diverse orchestre, oltre che la banda dell'Austrian Military Unit. Negli anni '70 del XIX secolo Kéler compì diverse tournée in tutta Europa.
La più celebre delle Danze ungheresi di Brahms (n. 5) riprende identici i primi due temi dell'Allegro vivo dalla csárdás Bártfai emlék di Kéler. Bruckner usò la stessa strumentazione e struttura (ma non l'armonia) dell'Apollo Marsch nella sua Marcia in mi bemolle maggiore. L'Apollo Marsch venne scambiata per errore per un'opera di Bruckner.